# Б'ярне Страуструп
Б'я́рне Страуструп, Б'ярне Строуструп (дан. Bjarne Stroustrup вимова народився 11 червня 1950 (за іншими відомостями, 30 грудня), Орхус,  Данія) — данський вчений, найбільш відомий за створення мови програмування C++.

## Біографія
Б'ярне народився і виріс в місті Орхусі, Данія. Вступив в Орхуський університет на відділення інформатики. Закінчивши його у 1975 році, він отримав ступінь магістра. Пізніше, у 1979 році, захистив дисертацію доктора філософії з інформатики в Кембриджському університеті, працюючи над конструюванням розподіленої системи в комп'ютерній лабораторії Кембриджського університету. Член коледжу Черчилля. У 1979 році Страуструп разом зі своєю дружиною і дочкою переїхав в Нью-Джерсі, щоб піти працювати в комп'ютерний науково-дослідний центр «Bell Telephone Laboratories». У цьому ж році у нього народився син Ніколас. З дня заснування до закриття в 2002 році, коли відбулося об'єднання з відділенням наукових досліджень Техаського університету A&M, Б'ярне був головою відділу досліджень в області великомасштабного програмування (Large-scale Programming Research department) в компанії AT&T Bell Labs.

### С++
Б'ярне Страуструп розробив мову програмування високого рівня С++.
Страуструп став піонером в галузі використання об'єктно-орієнтованої і загальної технік в галузі створення програм, в яких ефективність є ключовою властивістю. Наприклад, симулятори, графіка, інтерфейси користувачів, застосовних програм, систем наукових обчислень.

## Премії
- 1993 — ACM Grace Murray Hopper Award
- 2004 — IEEE Computer Society 2004 Computer Entrepreneur Award
- 2005 — William Procter Prize for Scientific Achievement
- 2008 — Dr. Dobb's Journal, Excellence in Programming award.

## Твори
- Мова програмування С++ by Bjarne Stroustrup — Addison-Wesley Pub Co; 3rd edition (February 15, 2000); ISBN 0-201-70073-5
- The Design and Evolution of C++ by Bjarne Stroustrup — Addison-Wesley Pub Co; 1st edition (March 29, 1994); ISBN 0-201-54330-3
- The Annotated C++ Reference Manual by Margaret A. Ellis & Bjarne Stroustrup — Addison-Wesley Pub Co; (January 1, 1990); ISBN 0-201-51459-1